# Fimbria (cognomen)
Fimbria is een cognomen van de gens Flavia dat betekent: "die het haar in froufrou (ponystijl) draagt".
Een bekend drager van dit cognomen is:
- Gaius Flavius Fimbria (consul in 104 v.Chr.), politicus en consul
- Gaius Flavius Fimbria (militair), politicus en militair
- Flavius Fimbria